# Polska na Mistrzostwach Świata Juniorów w Lekkoatletyce 2016
Polska na Mistrzostwach Świata Juniorów w Lekkoatletyce 2016 – reprezentacja Polski podczas mistrzostw świata juniorów w Bydgoszczy liczyła 46 zawodników.
Konrad Bukowiecki stracił złoty medal w pchnięciu kulą z powodu wykrycia niedozwolonego środka w organizmie, higenaminy. Anulowane zostały również wszystkie jego wyniki i rekordy.

## Medale
| Medal | Zawodnik            | Konkurencja             | Wynik       | Data     |
| ----- | ------------------- | ----------------------- | ----------- | -------- |
|       | Klaudia Maruszewska | Rzut oszczepem          | 57,59       | 20 lipca |
|       | Ewa Swoboda         | Bieg na 100 metrów      | 11,12 NU20R | 21 lipca |
|       | Oskar Stachnik      | Rzut dyskiem (1,750 kg) | 62,83       | 24 lipca |

## Skład reprezentacji

### Mężczyźni
| Zawodnik                                                         | Konkurencja                             | Kwalifikacje | Kwalifikacje | Półfinał | Półfinał | Finał    | Finał   |                    |
| Zawodnik                                                         | Konkurencja                             | Wynik        | Pozycja      | Wynik    | Pozycja  | Wynik    | Pozycja |                    |
| ---------------------------------------------------------------- | --------------------------------------- | ------------ | ------------ | -------- | -------- | -------- | ------- | ------------------ |
| Eryk Hampel                                                      | Bieg na 100 metrów                      | 10,39        | 7. Q         | 10,58    | 19.      | NQ       | NQ      | [ 2 ] [ 3 ]        |
| Dawid Kapała                                                     | Bieg na 400 metrów                      | DNF          | DNF          | NQ       | NQ       | NQ       | NQ      | [ 4 ]              |
| Tymoteusz Zimny                                                  | Bieg na 400 metrów                      | 47,20        | 16. q        | 47,14    | 15.      | NQ       | NQ      | [ 4 ] [ 5 ]        |
| Mateusz Borkowski                                                | Bieg na 800 metrów                      | 1:50,93      | 22.          | NQ       | NQ       | NQ       | NQ      | [ 6 ]              |
| Mateusz Kaczor                                                   | Bieg na 10 000 metrów                   | —            | —            | —        | —        | 32:29,22 | 33.     | [ 7 ]              |
| Bartosz Siudek                                                   | Bieg na 110 metrów przez płotki (99 cm) | 14,28        | 44.          | NQ       | NQ       | NQ       | NQ      | [ 8 ]              |
| Dawid Żebrowski                                                  | Bieg na 110 metrów przez płotki (99 cm) | 13,48        | 4. Q         | 13,53    | 7. q     | 13,45    | 5.      | [ 8 ] [ 9 ] [ 10 ] |
| Arkadiusz Drozdowicz                                             | Chód na 10 000 metrów                   | —            | —            | —        | —        | DNF      | DNF     | [ 11 ]             |
| Kacper Kosecki                                                   | Chód na 10 000 metrów                   | —            | —            | —        | —        | 43:58,23 | 33.     | [ 11 ]             |
| Jakub Gałandziej Adrian Wesela Damian Sztejkowski Eryk Hampel    | Sztafeta 4 x 100 m                      | 39,98        | 7. q         | —        | —        | 40,25    | 8.      | [ 12 ] [ 13 ]      |
| Mateusz Rzeźniczak Cezary Mirosław Kamil Mroczek Tymoteusz Zimny | Sztafeta 4 x 400 m                      | 3:09,42      | 9.           | —        | —        | NQ       | NQ      | [ 14 ]             |

| Zawodnik          | Konkurencja             | Kwalifikacje | Kwalifikacje | Finał | Finał   |               |
| Zawodnik          | Konkurencja             | Wynik        | Pozycja      | Wynik | Pozycja |               |
| ----------------- | ----------------------- | ------------ | ------------ | ----- | ------- | ------------- |
| Maciej Grynienko  | Skok wzwyż              | 2,13         | 17.          | NQ    | NQ      | [ 15 ]        |
| Igor Kopala       | Skok wzwyż              | 2,09         | 18.          | NQ    | NQ      | [ 15 ]        |
| Jakub Andrzejczak | Skok w dal              | 7,53         | 10. q        | 7,45  | 8.      | [ 16 ] [ 17 ] |
| Konrad Bukowiecki | Pchnięcie kulą (6 kg)   | 21,73        | 1. Q         | 23,34 |         | [ 18 ] [ 19 ] |
| Szymon Mazur      | Pchnięcie kulą (6 kg)   | 19,64        | 2. Q         | 20,40 | 5.      | [ 18 ] [ 19 ] |
| Konrad Bukowiecki | Rzut dyskiem (1,750 kg) | 60,31        | 4. Q         | 59,71 | 5.      | [ 20 ] [ 21 ] |
| Oskar Stachnik    | Rzut dyskiem (1,750 kg) | 59,25        | 5. Q         | 62,83 |         | [ 20 ] [ 21 ] |
| Cyprian Mrzygłód  | Rzut oszczepem          | 74,48        | 5. Q         | 70,48 | 9.      | [ 22 ] [ 23 ] |
| Mateusz Zabłocki  | Rzut oszczepem          | 68,32        | 24.          | NQ    | NQ      | [ 22 ]        |

| Zawodnik     | Konkurencja   | Konkurencje | Konkurencje | Konkurencje  | Konkurencje  | Konkurencje    | Konkurencje    | Konkurencje    | Konkurencje    | Konkurencje | Konkurencje | Wynik | Pozycja |                                                                              |
| ------------ | ------------- | ----------- | ----------- | ------------ | ------------ | -------------- | -------------- | -------------- | -------------- | ----------- | ----------- | ----- | ------- | ---------------------------------------------------------------------------- |
| Patryk Baran | Dziesięciobój | 100 m       | 100 m       | Skok w dal   | Skok w dal   | Pchnięcie kulą | Pchnięcie kulą | Skok wzwyż     | Skok wzwyż     | 400 m       | 400 m       | 7225  | 15.     | [ 24 ] [ 25 ] [ 26 ] [ 27 ] [ 28 ] [ 29 ] [ 30 ] [ 31 ] [ 32 ] [ 33 ] [ 34 ] |
| Patryk Baran | Dziesięciobój | 11,24       | 808         | 6,95         | 802          | 13,69          | 709            | 2,01           | 813            | 51,92       | 728         | 7225  | 15.     | [ 24 ] [ 25 ] [ 26 ] [ 27 ] [ 28 ] [ 29 ] [ 30 ] [ 31 ] [ 32 ] [ 33 ] [ 34 ] |
| Patryk Baran | Dziesięciobój | 110 m pp    | 110 m pp    | Rzut dyskiem | Rzut dyskiem | Skok o tyczce  | Skok o tyczce  | Rzut oszczepem | Rzut oszczepem | 1500 m      | 1500 m      | 7225  | 15.     | [ 24 ] [ 25 ] [ 26 ] [ 27 ] [ 28 ] [ 29 ] [ 30 ] [ 31 ] [ 32 ] [ 33 ] [ 34 ] |
| Patryk Baran | Dziesięciobój | 14,54       | 906         | 35,12        | 566          | 4,40           | 731            | 50,35          | 594            | 4:58,58     | 568         | 7225  | 15.     | [ 24 ] [ 25 ] [ 26 ] [ 27 ] [ 28 ] [ 29 ] [ 30 ] [ 31 ] [ 32 ] [ 33 ] [ 34 ] |

### Kobiety
| Zawodniczka                                                           | Konkurencja                        | Kwalifikacje | Kwalifikacje | Półfinał    | Półfinał | Finał          | Finał   |                      |
| Zawodniczka                                                           | Konkurencja                        | Wynik        | Pozycja      | Wynik       | Pozycja  | Wynik          | Pozycja |                      |
| --------------------------------------------------------------------- | ---------------------------------- | ------------ | ------------ | ----------- | -------- | -------------- | ------- | -------------------- |
| Klaudia Adamek                                                        | Bieg na 100 metrów                 | 12,06        | 37.          | NQ          | NQ       | NQ             | NQ      | [ 35 ]               |
| Ewa Swoboda                                                           | Bieg na 100 metrów                 | 11,10        | 1. Q         | 11,17 NU20R | 2. Q     | 11,12 NU20R    |         | [ 35 ] [ 36 ] [ 37 ] |
| Natalia Kaczmarek                                                     | Bieg na 400 metrów                 | 54,75        | 22. Q        | 54,32       | 18.      | NQ             | NQ      | [ 38 ] [ 39 ]        |
| Adriana Czapla                                                        | Bieg na 800 metrów                 | 2:08,16      | 12. Q        | 2:11,44     | 24.      | NQ             | NQ      | [ 40 ] [ 41 ]        |
| Oliwia Pakuła                                                         | Bieg na 800 metrów                 | 2:09,53      | 23.          | NQ          | NQ       | NQ             | NQ      | [ 40 ]               |
| Agnieszka Filipowska                                                  | Bieg na 3000 metrów                | —            | —            | —           | —        | 10:12,75       | 17.     | [ 42 ]               |
| Patrycja Kapała                                                       | Bieg na 3000 metrów z przeszkodami | 10:35,71     | 24.          | —           | —        | NQ             | NQ      | [ 43 ]               |
| Aneta Konieczek                                                       | Bieg na 3000 metrów z przeszkodami | 10:12,26     | 9. Q         | —           | —        | 10:00,58 NU20R | 9.      | [ 43 ] [ 44 ]        |
| Zofia Kreja                                                           | Chód na 10 000 metrów              | —            | —            | —           | —        | 48:32,80       | 22.     | [ 45 ]               |
| Olga Niedziałek                                                       | Chód na 10 000 metrów              | —            | —            | —           | —        | 47:45,65       | 17.     | [ 45 ]               |
| Klaudia Adamek Martyna Kotwiła Olga Pietrzak Ewa Swoboda              | Sztafeta 4 x 100 m                 | 44,55 NU20R  | 3. q         | —           | —        | 44,81          | 4.      | [ 46 ] [ 47 ]        |
| Katarzyna Martyna Karolina Łozowska Natalia Węglarz Natalia Kaczmarek | Sztafeta 4 x 400 m                 | 3:38,23      | 8. Q         | —           | —        | 3:36,95        | 6.      | [ 48 ] [ 49 ]        |

| Zawodniczka         | Konkurencja    | Kwalifikacje | Kwalifikacje | Finał | Finał   |               |
| Zawodniczka         | Konkurencja    | Wynik        | Pozycja      | Wynik | Pozycja |               |
| ------------------- | -------------- | ------------ | ------------ | ----- | ------- | ------------- |
| Agnieszka Kaszuba   | Skok o tyczce  | 4,05         | 16.          | NQ    | NQ      | [ 50 ]        |
| Anna Niedbała       | Pchnięcie kulą | 15,67        | 4. Q         | 15,58 | 8.      | [ 51 ] [ 52 ] |
| Maja Ślepowrońska   | Pchnięcie kulą | 15,37        | 6. q         | 15,75 | 6.      | [ 51 ] [ 52 ] |
| Kinga Łepkowska     | Rzut młotem    | 59,79        | 9. q         | 60,86 | 6.      | [ 53 ] [ 54 ] |
| Klaudia Maruszewska | Rzut oszczepem | 54,34        | 5. Q         | 57,59 |         | [ 55 ] [ 56 ] |

| Zawodniczka      | Konkurencja | Konkurencje | Konkurencje | Konkurencje    | Konkurencje    | Konkurencje    | Konkurencje    | Konkurencje | Konkurencje | Wynik | Pozycja |                                                         |
| ---------------- | ----------- | ----------- | ----------- | -------------- | -------------- | -------------- | -------------- | ----------- | ----------- | ----- | ------- | ------------------------------------------------------- |
| Weronika Grzelak | Siedmiobój  | 100 m pp    | 100 m pp    | Skok wzwyż     | Skok wzwyż     | Pchnięcie kulą | Pchnięcie kulą | 200 m       | 200 m       | 4872  | 21.     | [ 57 ] [ 58 ] [ 59 ] [ 60 ] [ 61 ] [ 62 ] [ 63 ] [ 64 ] |
| Weronika Grzelak | Siedmiobój  | 14,44       | 917         | 1,77           | 941            | 12,14          | 670            | 24,88       | 898         | 4872  | 21.     | [ 57 ] [ 58 ] [ 59 ] [ 60 ] [ 61 ] [ 62 ] [ 63 ] [ 64 ] |
| Weronika Grzelak | Siedmiobój  | Skok w dal  | Skok w dal  | Rzut oszczepem | Rzut oszczepem | 800 m          | 800 m          |             |             | 4872  | 21.     | [ 57 ] [ 58 ] [ 59 ] [ 60 ] [ 61 ] [ 62 ] [ 63 ] [ 64 ] |
| Weronika Grzelak | Siedmiobój  | 5,85        | 804         | 38,69          | 642            | DSQ            | 0              |             |             | 4872  | 21.     | [ 57 ] [ 58 ] [ 59 ] [ 60 ] [ 61 ] [ 62 ] [ 63 ] [ 64 ] |